# Piper lineatipilum
Piper lineatipilum är en pepparväxtart som beskrevs av C. Dc.. Piper lineatipilum ingår i släktet Piper och familjen pepparväxter. Inga underarter finns listade i Catalogue of Life.